# Kleinprießligk
Kleinprießligk ist ein Ortsteil der Stadt Groitzsch im Landkreis Leipzig (Freistaat Sachsen). Der Ort wurde 1948 nach Auligk eingemeindet. Mit diesem kam er im Jahr 1996 zur Stadt Groitzsch.

## Geografie
Kleinprießligk liegt in der Leipziger Tieflandsbucht sechs Kilometer südwestlich von Groitzsch. Durch Kleinprießligk verläuft der Gründgraben, der nordwestlich des Orts in die Schwennigke mündet. Etwas westlicher verläuft parallel zum Fluss die Weiße Elster und die Landesgrenze zu Sachsen-Anhalt. Nachbarorte sind die ebenfalls zu Groitzsch gehörigen Ortsteile Löbnitz-Bennewitz im Norden und Auligk im Süden.

## Geschichte
Kleinprießligk wurde 1484 als „Priestelwig“ bzw. „Pristelwick“ erwähnt. Im Gegensatz zum nordöstlich gelegenen Großpriesligk hat sich für Kleinprießligk die Schreibung mit „ß“ durchgesetzt. Kleinprießligk lag bis 1856 im kursächsischen bzw. königlich-sächsischen Amt Pegau. Die Grundherrschaft über den Ort lag 1548 anteilig beim Kloster Pegau und beim Rittergut Auligk. Nach der Säkularisation des Pegauer Klosters war dieser Ortsanteil direkt dem Amt Pegau unterstellt.
Ab 1856 gehörte Kleinprießligk zum Gerichtsamt Pegau und ab 1875 zur Amtshauptmannschaft Borna. Der Ort wurde am 1. September 1948 nach Auligk eingemeindet. Als Ortsteil von Auligk kam Kleinprießligk im Jahr 1952 zum Kreis Borna im Bezirk Leipzig, 1990 zum sächsischen Landkreis Borna und 1994 zum Landkreis Leipziger Land. Durch die am 1. Januar 1996 erfolgte Eingemeindung von Auligk nach Groitzsch wurde Kleinprießligk ein Ortsteil der Stadt Groitzsch.
Zu Zeiten der DDR wurden 1970 durch die LPG eine Schweinemast- und eine Milchviehanlage in Betrieb genommen, in welcher gegenwärtig ungefähr 4.400 Schweine und 600 Kühe gehalten werden. Im Vergleich zu der 44 Einwohner zählenden Wohnfläche des Dorfs nimmt die Anlage einen Großteil des Orts ein.

## Sehenswürdigkeiten
Die Buschmühle von Kleinprießligk war früher einmal eine Wassermühle. Weiterhin ist die 350-jährige Eiche von Kleinprießligk sehenswert.